# Technikus
Technikus war der Name einer populärwissenschaftlichen Zeitschrift in der DDR für Jugendliche zwischen 12 und 16 Jahren. Sie war die Nachfolgerin der von 1958 bis 1962 erschienenen DDR-Zeitschrift Rakete, diese wiederum Nachfolgerin von Die Schulpost. Der Technikus veröffentlichte bis zum Jahr 1990 neben hauptsächlich naturwissenschaftlichen Beiträgen auch Science-Fiction-Kurzgeschichten.